# Mažeikiai
Mažeikiai é uma cidade no noroeste da Lituânia, Samogícia, 46 km de Telšiai, no Telšiai (condado). É a cabeceira do município. Tem 41,400 habitantes (em 2005). Mažeikiai é também um centro da comuna. A cidade é situada nas beiras do Rio Venta. Tem 2 igrejas católicas (A santisima coração de Jesus e São Francisco de Asigio), escolas de música, coreografía, politécnica; hospital.

## Economia
Mažeikiai tem uma importante indústria alimentícia de leite, pão e cerveja.

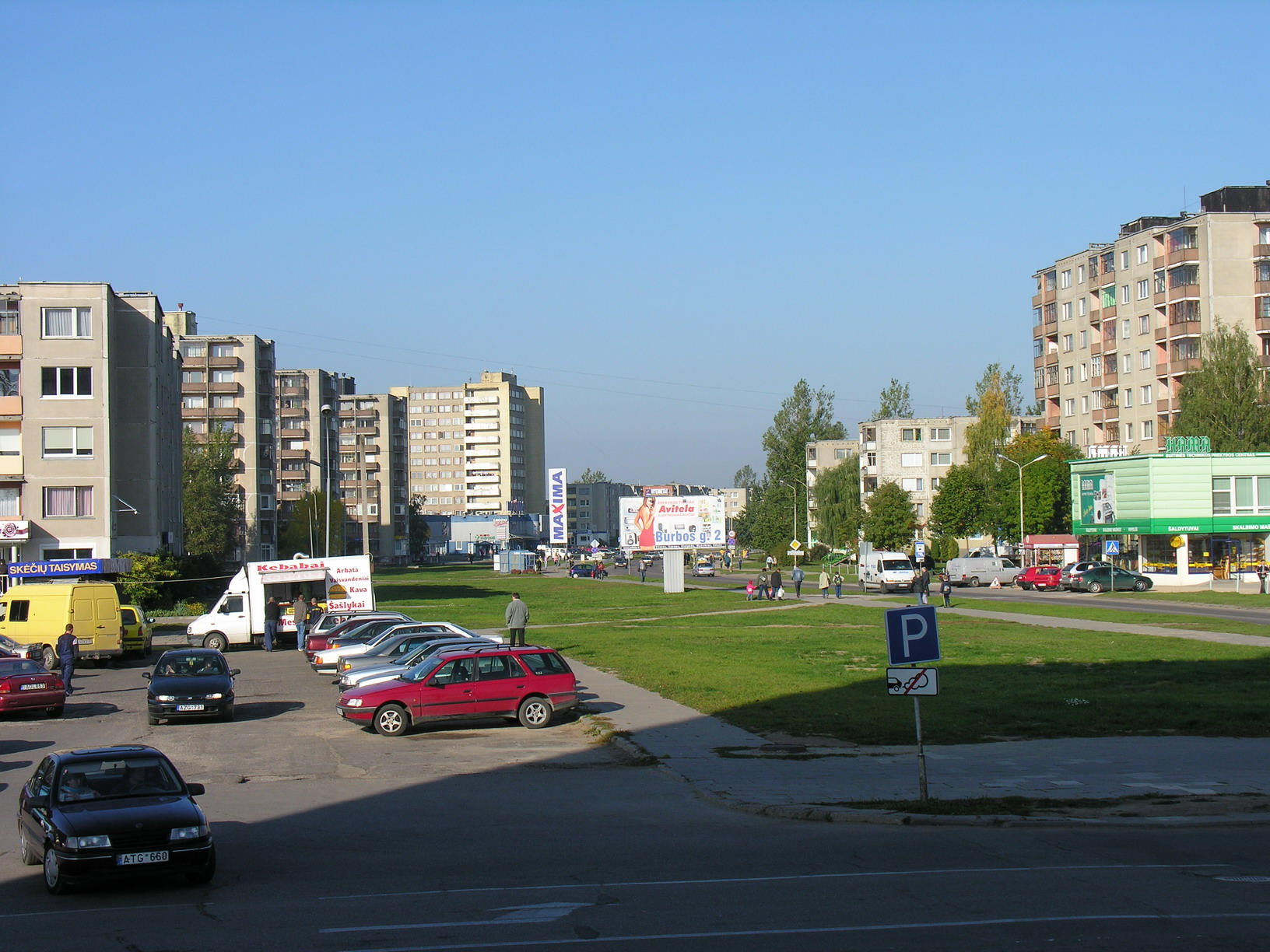
Rua Žemaitijos em Mažeikiai